# Jacob Baart de la Faille IV

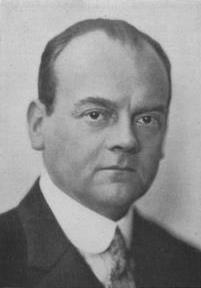
Jacob Baart de la Faille

Jacob-Baart de la Faille (Leeuwarden, 1 juni 1886 - Heemstede, 7 augustus 1959) was publicist  van het werk van Vincent van Gogh.

## Biografie
Jacob-Baart de la Faille had een Nederlandse vader Cornelis Baart de la Faille en een Belgische moeder Henriette Adriana Krayenhoff.
Hij volgde geen studie kunsten maar studeerde rechten aan de Universiteit van Utrecht.  De la Faille stelde de eerste catalogue raisonné samen van het werk van Vincent van Gogh, gepubliceerd in 1928. De catalogus werd in 1970 herzien en opnieuw uitgegeven door een redactiecommissie. Deze versie wordt beschouwd als de definitieve catalogus van het werk van Van Gogh.
Kort na het verschijnen van de originele catalogus raakte De la Faille betrokken bij een grote fraudezaak rond de Berlijnse kunsthandelaar Otto Wacker. De la Faille had de authenticiteit gecertificeerd van 30 schilderijen waarvan later werd vastgesteld dat ze vervalsingen waren.
Hij werkte in 1913 in Wenen en in 1914 en van 1918-1940  in Amsterdam.

## Publicaties
- J.-B. de La Faille: L'Epoque française de Van Gogh, MM. Bernheim-Jeune, kunstuitgeverij, Parijs (afgedrukt op 25 augustus 1927)
- J.-B. de la Faille: L'Œuvre de Vincent van Gogh, oeuvrecatalogus, vergezeld van de reproductie van meer dan 1600 schilderijen, tekeningen, aquarellen en gravures van de meester, 1928.
- J.-B. de la Faille: Les faux Van Gogh, met 176 reproducties. Edities G. van Oest, Parijs & Brussel, 1930.

- Bibliothèque nationale de France: cb124078570 (data)
- Biografisch Portaal: 78891004
- Digitale Bibliotheek voor de Nederlandse Letteren: baar009
- Gemeinsame Normdatei: 155087878
- International Standard Name Identifier: 0000 0001 1451 190X
- Library of Congress Control Number: n88627935
- Nationale Bibliotheek van Israël: 987007279558605171
- Nederlandse Thesaurus van Auteursnamen: 069652309
- RKD-Nederlands Instituut voor Kunstgeschiedenis: 359164
- SNAC: w66m36jp
- Système universitaire de documentation: 059052198
- Trove: 921538
- Virtual International Authority File: 88057264
- WorldCat: E39PBJtH4jhCJbPcKyFtqwkMT3